# Czubajeczka rdzawobrązowa
Czubajeczka rdzawobrązowa (Lepiota ochraceofulva P.D. Orton) – gatunek grzybów z rodziny pieczarkowatych (Agaricaceae).

## Systematyka i nazewnictwo
Pozycja w klasyfikacji według Index Fungorum: Lepiota, Agaricaceae, Agaricales, Agaricomycetidae, Agaricomycetes, Agaricomycotina, Basidiomycota, Fungi.
Synonimy:
- Lepiota cookei Hora (1960)
- Lepiota ochraceofulva var. huijsmanii Bon (1993)

Nazwę polską zaproponował Władysław Wojewoda w 2003 r.

## Występowanie i siedlisko
Czubajeczka rdzawobrązowa znana jest w niektórych krajach Europy. W Polsce do 2003 r. w piśmiennictwie naukowym podano tylko jedno stanowisko (Góry Świętokrzyskie, 2002). Nowsze stanowiska podaje internetowy atlas grzybów. Zaliczona w nim jest do listy gatunków chronionych i zagrożonych. Znajduje się na listach gatunków zagrożonych w Niemczech i Danii.